# 诺沃波尔 (敖德萨州)
48°4′49″N 29°40′21″E / 48.08028°N 29.67250°E

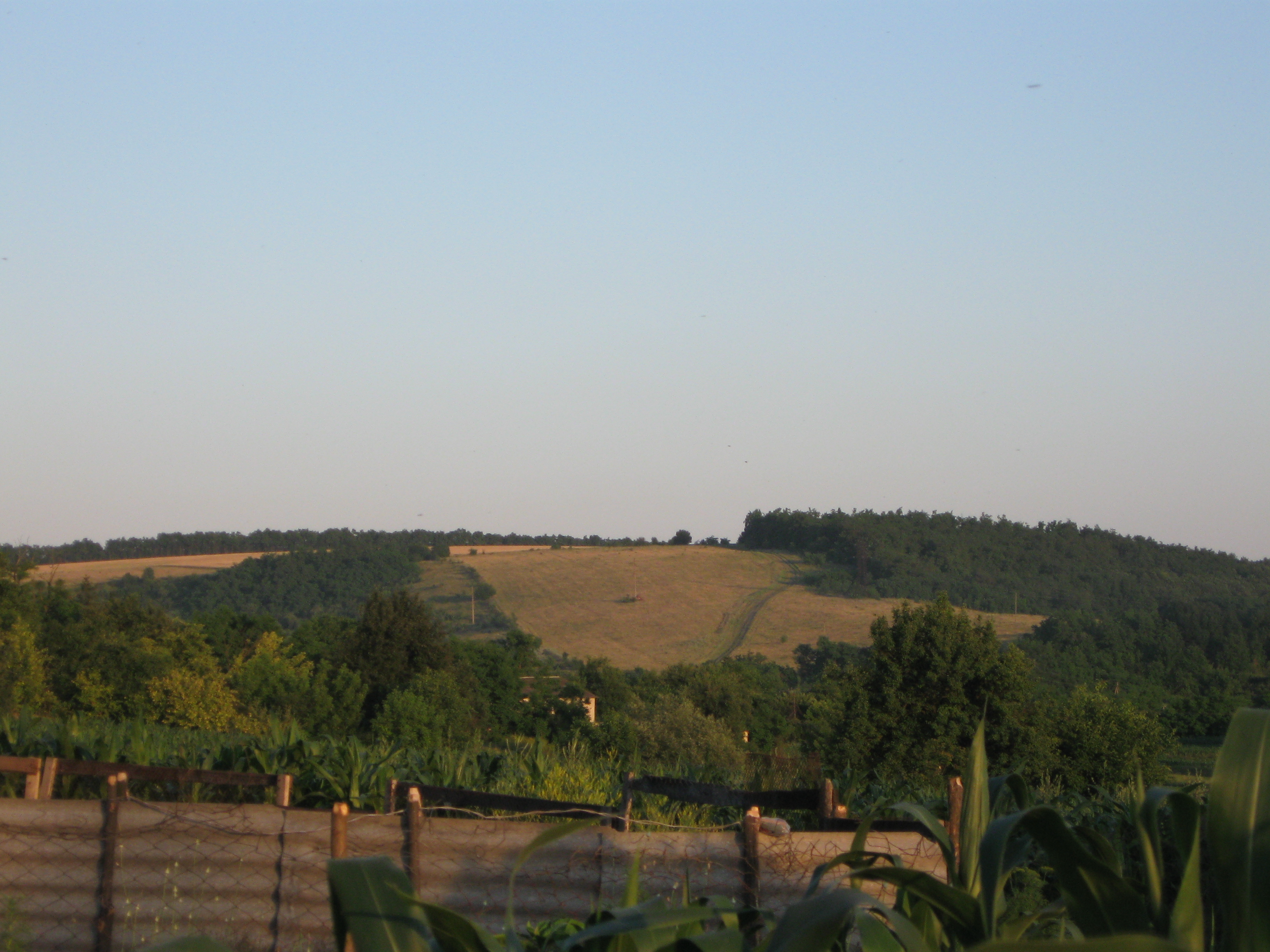

诺沃波尔，2016年前名為烏霍扎内（烏克蘭語：Ухожани），是位於烏克蘭西南部的村莊，由敖德萨州波季利斯克区的巴爾塔市鎮負責管轄。該村處於斯莫利良卡河畔，始建於1724年，面積1.65平方公里，海拔高度117米，2001年人口428。